# Kanton Saulieu
Kanton Saulieu (francouzsky Canton de Saulieu) je francouzský kanton v departementu Côte-d'Or v regionu Burgundsko. Tvoří ho 14 obcí.

## Obce kantonu
- Champeau-en-Morvan
- Juillenay
- Molphey
- Montlay-en-Auxois
- La Motte-Ternant
- La Roche-en-Brenil
- Rouvray
- Saint-Andeux
- Saint-Didier
- Saint-Germain-de-Modéon
- Saulieu
- Sincey-lès-Rouvray
- Thoisy-la-Berchère
- Villargoix